# ロスヴィータ
ロスヴィータ（Hrotsvit、またはHrotsvitha, Hroswitha, Hrosvit, Roswitha, 935年頃 - 973年頃）は、現ニーダーザクセン州バート・ガンダースハイムのガンダースハイム修道院にいた10世紀ドイツのベネディクト会律修修女、ならびにオットー朝ルネサンス（Ottonian Renaissance）に属するラテン語の劇作家、詩人。
「ロスヴィータ」という名前は、本人の主張によると、「大声」を意味する古ザクセン語だという。「ガンダースハイムのナイチンゲール」とも言われる。古い木版画ではロスヴィータのことを「Helena von Rossow」と記している。
ロスヴィータの作品は教父のみならず、ウェルギリウス、ホラティウス、オウィディウス、プラウトゥス、それに自作詩の手本としたテレンティウスといった古典の詩への精通ぶりを示している。ロスヴィータの戯曲のいくつかは俗に「聖典とは認められない福音」と呼ばれている。

## 生涯
ロスヴィータは貴族の生まれ。ガンダースハイム修道院に入り、神聖ローマ皇帝オットー1世の弟バイエルン大公ハインリヒ1世の娘で修道院長だったゲルベルガ（Gerberga）の下で学んだ。

## 作品
バイエルン州立図書館には『Primorida』以外の全テキストを含む写本がある。この写本は複数の筆耕により10世紀末から11世紀初頭にかけて筆写され、1491年と1494年にレーゲンスブルクの聖エメラン修道院（Kloster Sankt Emmeram）で人文主義者Conrad Celtisが発見し、1501年にアルブレヒト・デューラーの挿絵付きで最初の本が作られた。ロスヴィータの作品は3つの本に分けられている。
『Legendenbuch（伝説の本）』には、8つの伝説（うち2つは聖書のもの）が収められている。無邪気で信心深いこれらの詩は叙事詩形式、具体的には、leoninischen Hexametern詩形（強弱弱六歩格）で書かれている。題材は聖書と聖ヤコブの外典から取られた。
- マリア（Maria）
- Ascensio
- ガンゴルフ（Gongolf） - ブルグント王国の宮臣。760年に殉教。フランスとドイツの聖人。
- ペラギウス（Pelagius） - 926年にコルドバで殉教した少年。スペインの聖人。同時代の出来事で、目撃者の一致した証言から書かれているため、写実性であり印象的だった。
- テオフィルス（Theophilus） - 中世ファウスト伝説に繋がる、悪魔と契約した聖職者の話。
- バシリウス（Basilius）
- ディオニュシウス（Dionysius）
- アグネス（Agnes）

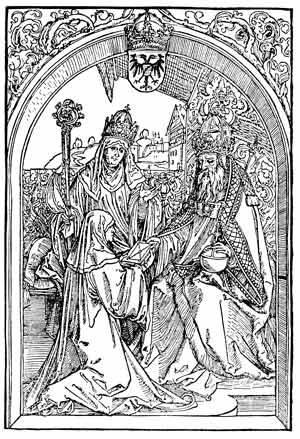
オットー1世に作品を献上するロスヴィータを描いたアルブレヒト・デューラーの木版画（1501年）。後ろで見ているのはゲルベルガ

『Dramenbuch（劇の本）』には、6つの劇が収められている。劇は多くが「対話劇」の形を取り、中世のレーゼドラマの一例である。
カトリック教会を描くのにテレンティウスのスタイルを使っている。その動機についてロスヴィータはこう述べている。「劇の美しさに心奪われた大勢のキリスト教徒が、テレンティウス喜劇の明るさを取り上げ、それによって多くの堕落を学んだことは嘆かわしいことです。私が彼のスタイルを模倣することに決めたのは、彼が徳の勝利を描いた同じ手法で、聖処女たちの勝ち得た純潔を誉め讃えるためでした。自分が選んだ詩的表現形式に従って書く中で、汚れた愛の忌まわしい狂気を描くことになった時、私はしばしば頬を赤らめたものです」。ロスヴィータが頬を赤らめたのは6つのうち5つの劇に描かれた官能的な愛のことである。ロスヴィータの修道女としての関心は当然道徳的に高いものであり、誘惑に対して、最終的には美徳が勝利する。
- ガリカヌス（Gallicanus） - コンスタンティヌス1世の部下の将軍。キリスト教に改宗し殉教。
- ドゥルキティウスまたはアガペ、キオネ、エイレネの殉教（Dulcitius, über die Märtyrerinnen Agape, Chione und Irene）
- カリマクス（Calimachus） - 激しい情熱が死者の冒涜を脅かす。ゲーテの『コリントの花嫁』を連想させる。
- アブラハム（Abraham）
- パフヌティウス（Pafnutius）
- サピエンティア（Sapientia）

残りの1つはleoninischen Hexametern詩形で書かれた2つの歴史についての著作が収められている。
- Gesta Ottonis - 915年から965年までのオットー朝の歴史。962年のオットー1世の神聖ローマ皇帝戴冠も含む。
- Primordia coenobii Gandeshemensis - 846年から919年までのベネディクト会の歴史。

## 言及
1973年、バート・ガンダースハイムではロスビータの名にちなんだ「ロスヴィータ賞（Roswitha-Preis）」を制定し、毎年賞が贈られている。

## 参考資料
- カトリック百科事典1911年版
- Fidel Rädle, Hrotsvit von Gandersheim. In: Die deutsche Literatur des Mittelalters. Verfasserlexikon 4 (1983) pp 196-210
- R. Düchting, in: Lexikon des Mittelalters vol. 5, 148-149
- Haight, Anne Lyon, Hroswitha of Gandersheim; her life, times, and works, and a comprehensive bibliography. New York, Hroswitha Club, 1965.
- Ker William Paton, The Dark Ages, Mentor Books, First Printing, May 1958, Pages 117-118.